# Jerte
Jerte (extremadurai nyelven Xerti) település Spanyolországban, Cáceres tartományban. Jerte Aldeanueva de la Vera, Garganta la Olla, Cabezuela del Valle, Hervás, Candelario és Tornavacas községekkel határos. Lakosainak száma 1200 fő (2024).

## Népesség
A település népessége az elmúlt években az alábbi módon változott:
| Lakosok száma | 1336 | 1320 | 1302 | 1332 | 1316 | 1289 | 1269 | 1261 | 1256 | 1200 |
|               | 2001 | 2004 | 2006 | 2009 | 2011 | 2014 | 2016 | 2019 | 2021 | 2024 |